# Chonchon, le plus mignon des cochons
Pour plus de détails, voir Fiche technique et Distribution.
Chonchon, le plus mignon des cochons (Knor) est un film néerlandais réalisé par Mascha Halberstad, sorti en 2022.

## Synopsis
Le grand-père de Babs, 9 ans, lui offre un cochon nommé Chonchon. Les parents acceptent de le garder uniquement s'il suit une formation de chiot. Mais une menace plus grande menace Chonchon, le grand-père attend qu'il grandisse pour un concours de charcuterie.

## Fiche technique
- Titre : Chonchon, le plus mignon des cochons
- Titre original : Knor
- Réalisation : Mascha Halberstad
- Scénario : Fiona van Heemstra d'après le livre de Tosca Menten
- Musique : Rutger Reinders
- Photographie : Peter Mansfelt
- Montage : Mascha Halberstad
- Production : Marleen Slot
- Société de production : Viking Film, A Private View et VPRO
- Société de distribution : The Jokers (France)
- Pays de production :  Pays-Bas et  Belgique
- Genre : Animation et comédie
- Durée : 72 minutes
- Dates de sortie : 
  - Pays-Bas : 13 juillet 2022
  - France : 28 juin 2023

## Doublage
- Hiba Ghafry : Babs
- Kees Prins : papy Tuitjes
- Jelka van Houten : Margreet
- Henry van Loon : Nol
- Matsen Montsma : Tijn
- Loes Luca : tante Christine
- John Kraaijkamp Jr. : Smak le boucher
- Remko Vrijdag : Freddy Willekes

## Distinctions
Le film a été nomme pour cinq Veaux d'or et en a remporté trois : meilleur film, meilleur réalisateur et meilleure direction artistique.